# Reinoud I van Brederode
Reinoud I van Brederode (Santpoort, 1336 - 1390) was de zesde heer van Brederode, raad en zegelbewaarder van de graaf van Holland (1377-88) en baljuw van Kennemerland (1357-59). Door huwelijk werd hij 'graaf van Gennep'.

## Levensloop
Hij was een zoon van Dirk III van Brederode en Beatrix van Heinsberg van Valkenburg. Reinoud werd in 1358 benoemd tot baljuw van Kennemerland door Albrecht van Beieren, in hetzelfde jaar wordt er een moordaanslag op hem gepleegd in Castricumerzand die hij overleeft. Kort daarop begint hij het Beleg van Heemskerk, waar de vermoedelijke aanslagplegers zich schuilhouden, door onduidelijke redenen wordt hij van de belegering afgehaald.
Op 11 november 1377 volgt hij zijn vader op als heer van Brederode. Reinoud steunt Mechteld van Gelre in haar strijd om het hertogdom Gelre tussen 1371-1379. In 1383 krijgt hij opdracht van de graaf van Holland om het waterschap in de Alblasserwaard te structureren. Tijdens zijn leven krijgt hij bezittingen in Callantsoog, Voshol en Vogelenzang.

## Kinderen
Reinoud huwde in 1366 met Jolanda van Gennep van der Eem, een dochter van Jan II van Gennep. Ze kregen samen minstens vier zonen:
- Dirk of Diederik (1370-1415), koos voor het broederschap in het klooster voor 1390, waardoor hij zijn titels liet vervallen aan zijn broers. Hij sleet zijn bestaan in een kartuizerklooster nabij Arnhem.
- Jan I van Brederode (1370/72-1415), 7e heer van Brederode, huwde met Johanna van Abcoude, beiden besloten hun verdere leven in het klooster te slijten vanaf 1402, waardoor hij Brederode vergaf aan zijn jongere broer.
- Walraven I van Brederode (1370/73-1417), werd de 8e heer van Brederode, als opvolger van zijn broer(s) die het kloosterleven verkozen.
- Willem van Brederode (1380-1451) ,was een admiraal die zijn diensten grotendeels aanbood aan de Hoekse beweging.

## Voorouders
| Voorouders van Reinoud I van Brederode (1336-1390) | Voorouders van Reinoud I van Brederode (1336-1390)                                   | Voorouders van Reinoud I van Brederode (1336-1390)                                   | Voorouders van Reinoud I van Brederode (1336-1390)                                   | Voorouders van Reinoud I van Brederode (1336-1390)                                   | Voorouders van Reinoud I van Brederode (1336-1390)                                   | Voorouders van Reinoud I van Brederode (1336-1390)                                   | Voorouders van Reinoud I van Brederode (1336-1390)                                   | Voorouders van Reinoud I van Brederode (1336-1390)                                   |
| -------------------------------------------------- | ------------------------------------------------------------------------------------ | ------------------------------------------------------------------------------------ | ------------------------------------------------------------------------------------ | ------------------------------------------------------------------------------------ | ------------------------------------------------------------------------------------ | ------------------------------------------------------------------------------------ | ------------------------------------------------------------------------------------ | ------------------------------------------------------------------------------------ |
| Overgrootouders                                    | Dirk II van Brederode (1256-1318) ∞ Maria van der Lecke (-1307)                      | Dirk II van Brederode (1256-1318) ∞ Maria van der Lecke (-1307)                      | Diederik Luf II van Kleef (-) ∞ Lisa van Kessel (- )                                 | Diederik Luf II van Kleef (-) ∞ Lisa van Kessel (- )                                 | Walram de Rosse (1254-1302) ∞ Phillipa van Gelre (–)                                 | Walram de Rosse (1254-1302) ∞ Phillipa van Gelre (–)                                 | Hendrik V van Boutershem (-) ∞ Maria de Hemricourt (–)                               | Hendrik V van Boutershem (-) ∞ Maria de Hemricourt (–)                               |
| Grootouders                                        | Willem van Brederode (1278-1316) ∞ Elisabeth van Kleef (1290-1361)                   | Willem van Brederode (1278-1316) ∞ Elisabeth van Kleef (1290-1361)                   | Willem van Brederode (1278-1316) ∞ Elisabeth van Kleef (1290-1361)                   | Willem van Brederode (1278-1316) ∞ Elisabeth van Kleef (1290-1361)                   | Reinoud van Valkenburg (1280-1333) ∞ Maria van Boutershem (ca. 1287 - na 1325)       | Reinoud van Valkenburg (1280-1333) ∞ Maria van Boutershem (ca. 1287 - na 1325)       | Reinoud van Valkenburg (1280-1333) ∞ Maria van Boutershem (ca. 1287 - na 1325)       | Reinoud van Valkenburg (1280-1333) ∞ Maria van Boutershem (ca. 1287 - na 1325)       |
| Ouders                                             | Dirk III van Brederode (1308-1377) ∞ Beatrix van Heinsberg en Valkenburg (1316-1353) | Dirk III van Brederode (1308-1377) ∞ Beatrix van Heinsberg en Valkenburg (1316-1353) | Dirk III van Brederode (1308-1377) ∞ Beatrix van Heinsberg en Valkenburg (1316-1353) | Dirk III van Brederode (1308-1377) ∞ Beatrix van Heinsberg en Valkenburg (1316-1353) | Dirk III van Brederode (1308-1377) ∞ Beatrix van Heinsberg en Valkenburg (1316-1353) | Dirk III van Brederode (1308-1377) ∞ Beatrix van Heinsberg en Valkenburg (1316-1353) | Dirk III van Brederode (1308-1377) ∞ Beatrix van Heinsberg en Valkenburg (1316-1353) | Dirk III van Brederode (1308-1377) ∞ Beatrix van Heinsberg en Valkenburg (1316-1353) |